# Cappella musicale pontificia sistina

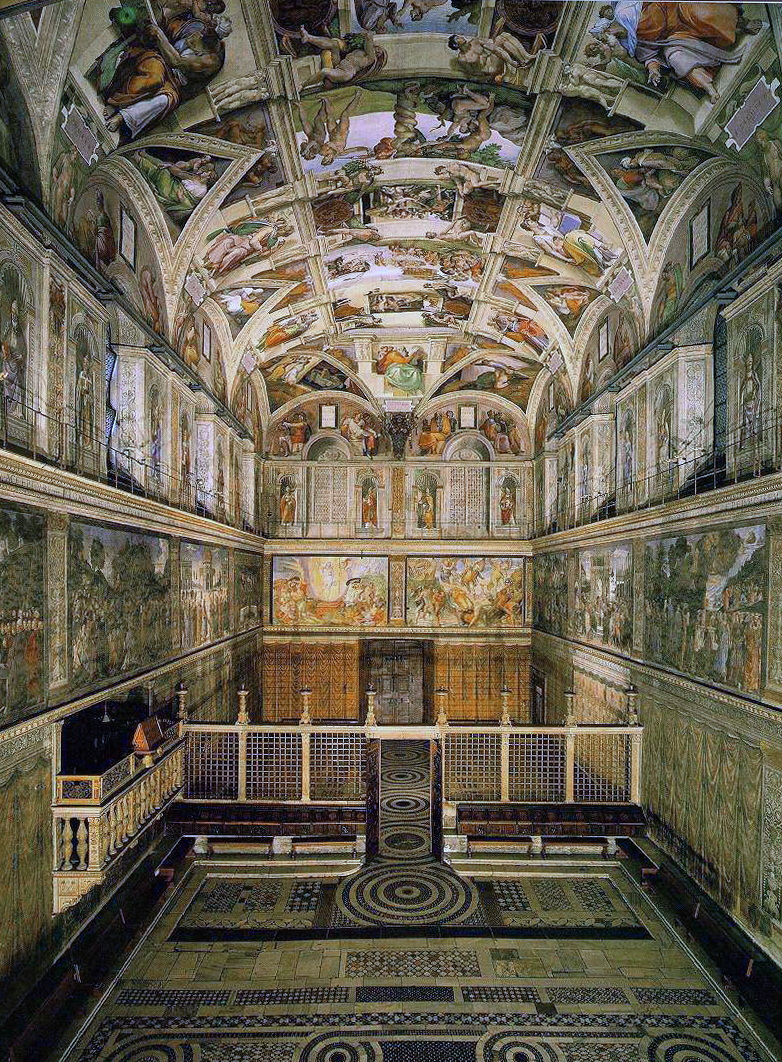
Interno della Cappella Sistina con la cantoria sulla sinistra

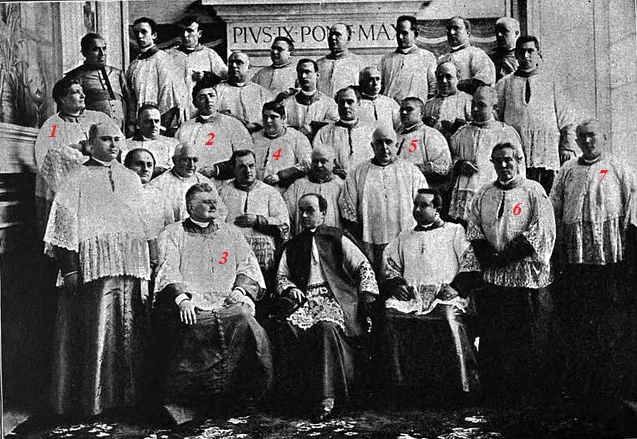
Il coro della Cappella Sistina fotografato il 4 marzo 1898, in occasione del 20º anniversario dell'incoronazione di papa Leone XIII. Sono presenti i castrati: Giovanni Cesari (1), Domenico Salvatori (2), Domenico Mustafà (3), Alessandro Moreschi (4), Vincenzo Sebastianelli (5), Gustavo Pesci (6) e Giuseppe Ritarossi (7).

La Cappella musicale pontificia, meglio conosciuta come la Cappella musicale pontificia sistina, è un coro polifonico maschile della Città del Vaticano, incaricato di accompagnare il canto e la musica sacra nelle celebrazioni liturgiche solenni presiedute da Sua Santità, il Papa.

## Storia

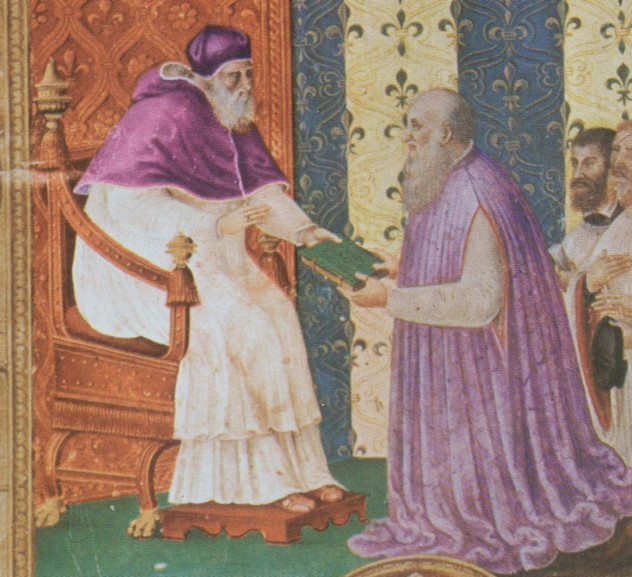
Ludovico Magnasco presenta le costituzioni della Cappella a papa Paolo III

Prima del trasferimento della sede papale ad Avignone del 1309, la basilica di San Pietro in Vaticano disponeva di più cappelle musicali che, nel corso del tempo, avevano raggiunto notevole prestigio. Con il periodo avignonese, tali complessi conobbero un rapido declino, fino a una quasi totale inattività.
Con il ritorno del pontefice a Roma, nel 1378, si avvertì l’esigenza di rinnovare l’apparato musicale delle celebrazioni pontificie. Il papa Sisto IV, poco dopo la sua elezione, precisamente il 9 agosto 1471, istituì un Collegio dei cappellani cantori, nucleo originario dell’attuale Cappella. L’appellativo “Sistina” deriva proprio dal nome del pontefice fondatore, mentre il termine “cappella” indicava originariamente il luogo — la Cappella Sistina — in cui si eseguivano le composizioni sacre, estendendosi poi a definire lo stile di canto polifonico, detto canto a cappella.
La Cappella Sistina, come oratorio, divenne celebre anche per il suo apparato decorativo: gli affreschi di Perugino, Pinturicchio, Luca Signorelli, Sandro Botticelli e Domenico Ghirlandaio, oltre al Giudizio Universale e alla Volta della Cappella Sistina di Michelangelo.
Ancora oggi i cantori della Cappella Sistina accompagnano le funzioni papali. Se in passato queste si svolgevano prevalentemente nella Cappella Sistina stessa, oggi hanno luogo soprattutto nella basilica di San Pietro in Vaticano, dove il coro è collocato, durante le Cappelle Papali, alla destra del baldacchino berniniano, presso la tribuna di Sant’Elena.
Nel 1898, Lorenzo Perosi fu nominato da papa Leone XIII “direttore perpetuo” della Cappella, incarico che mantenne fino alla morte. Gli succedette nel 1956 il maestro Domenico Bartolucci, già vice maestro dal 1952.
A seguito di un regolamento approvato da papa Paolo VI l’8 agosto 1969, la Cappella divenne dipendente dalla Prefettura della Casa Pontificia. Nel 1997, papa Giovanni Paolo II nominò maestro monsignor Giuseppe Liberto, sostituito il 16 ottobre 2010 da monsignor Massimo Palombella, riconfermato nel 2015 da papa Francesco.
Il 17 gennaio 2019, con lettera apostolica in forma di motu proprio, papa Francesco inserì la Cappella Musicale Pontificia Sistina nell’Ufficio delle celebrazioni liturgiche del sommo pontefice, affidandone la responsabilità al maestro delle celebrazioni liturgiche pontificie, monsignor Guido Marini, e nominando l’arcivescovo Guido Pozzo sovrintendente all’economia. Il 10 luglio dello stesso anno, dopo le dimissioni di Palombella, monsignor Marcos Pavan, già Magister puerorum sotto la direzione di Liberto, fu nominato maestro ad interim e, dal 22 novembre 2020 è l'attuale direttore.

## Attività attuale
La Cappella Musicale Pontificia Sistina è composta da circa venti cantori adulti e venticinque pueri cantores, preparati dal maestro direttore e Magister puerorum Marcos Pavan.
Oltre al ruolo primario di accompagnamento musicale delle liturgie papali, il coro svolge anche attività concertistica in Italia e all’estero, sia nella formazione completa sia con la sola sezione di voci bianche. Tali attività, compatibilmente con gli impegni liturgici del pontefice, hanno lo scopo di diffondere il patrimonio storico della musica sacra, svolgendo anche un’opera di evangelizzazione.
Sotto la direzione di Massimo Palombella, la Cappella ha avviato una collaborazione esclusiva con l’etichetta discografica Deutsche Grammophon. Nel 2016 ha ricevuto il premio internazionale Echo Klassik per il disco Cantate Domino.

### IPueri Cantores
Le origini dei pueri cantores sono tradizionalmente ricondotte a una scuola di fanciulli cantori istituita da Gregorio Magno nel VI secolo per le cerimonie papali, considerata un’antenata dell’attuale formazione. Nel 1898 Lorenzo Perosi, divenuto direttore della Cappella Sistina, introdusse stabilmente fanciulli cantori, sostituendo i pochi cantori evirati rimasti e affiancandoli ai falsettisti già presenti.
In questa fase i pueri cantores non erano membri effettivi della Cappella, ma venivano chiamati all’occorrenza da altri cori romani. L’istituzione ufficiale dei pueri cantores nella loro forma attuale risale al 1956, con la direzione di Domenico Bartolucci, che avviò anche un riordino generale dell’istituzione.
Fu istituita una scuola interna comprendente inizialmente l’ultimo anno della scuola primaria e l’intero ciclo della scuola media; negli anni recenti è stato aggiunto anche il penultimo anno della primaria. L’istruzione musicale fu affidata per quasi quarant’anni ai padri serviti Giovanni Maria Catena e Raffaele Maria Preite. Dopo la morte di padre Catena (1992), Bartolucci affidò l’incarico di Magister puerorum a Renzo Cilia, in carica fino al 1997.
Nel 1998 Giuseppe Liberto nominò Marcos Pavan; nel 2010 Massimo Palombella affidò l’incarico a Luciano Luciani e Adriano Caroletti fino al 2014, anno in cui Pavan tornò a ricoprire la funzione, affiancato dal vice Michele Marinelli.
La selezione dei pueri cantores avviene in terza classe della scuola primaria, su segnalazione della scuola di provenienza o della parrocchia, seguita da un’audizione nella Sala Pio XII, sede delle prove del coro. Il percorso formativo dura sei anni (dalla terza primaria alla terza media), comprensivo di un anno preparatorio. L’ingresso ufficiale nel coro avviene in quinta primaria, il giorno di santa Cecilia, con il giuramento solenne nella basilica di Santa Cecilia in Trastevere.
L’attività quotidiana, dal lunedì al venerdì, prevede:
- 08:00–12:00: lezioni scolastiche;
- 12:00–13:30: prima sessione di prove;
- 13:30–14:20: pranzo;
- 14:20–15:20: lezione scolastica;
- 15:30–16:30: seconda sessione di prove.

## Cronotassi

### Maestri direttori
- Giuseppe Baini † (1818 - 21 maggio 1844)
- Domenico Mustafà † (1848 - 17 marzo 1902)
- Lorenzo Perosi † (1902 - 12 ottobre 1956)
- Domenico Bartolucci † (12 ottobre 1956 - 29 maggio 1997)
- Giuseppe Liberto (29 maggio 1997 - 16 ottobre 2010)
- Massimo Palombella, S.D.B. (16 ottobre 2010 - 10 luglio 2019)
- Marcos Pavan, dal 22 novembre 2020[3]

### Responsabili della Cappella Musicale Pontificia
- Guido Marini (17 gennaio 2019 - 29 agosto 2021 nominato vescovo di Tortona)
- Diego Giovanni Ravelli, dall'11 ottobre 2021

## Personalità legate alla Cappella
Tra i pueri cantores della Cappella Musicale Pontificia Sistina figurano, in epoche diverse, numerosi futuri artisti e personalità pubbliche. Tra questi si ricordano Odoardo Ceccarelli, Beniamino Gigli, Nazzareno De Angelis e Alberto Sordi, che vi cantò come soprano durante il pontificato di papa Pio XI. Sotto il pontificato di papa Giovanni XXIII ne fecero parte anche i fratelli Michetti, ovvero I Cugini di Campagna, e Giorgio Brandi, anch’egli membro della stessa formazione.
Diversi ex membri hanno intrapreso la carriera lirica, tra cui il tenore Bruno Beccaria, considerato uno dei migliori contralti nella storia dei pueri cantores, il tenore Gianni Bavaglio, il tenore Giuseppe Sabbatini, il basso Otello Felici, il baritono Angelo Nardinocchi, il baritono Pietro Spagnoli, il tenore Vittorio Grigolo e il tenore Luciano Ganci.
Secondo quanto dichiarato da Francesco Cossiga, negli anni 1930 avrebbe fatto parte dei pueri cantores anche un giovane Giulio Andreotti.

## Discografia
- 2013 – Cappella Musicale Pontificia Sistina/Massimo Palombella, Habemus Papam, CD, Deutsche Grammophon
- 2014 – Cappella Musicale Pontificia Sistina/Massimo Palombella, Puer natus est nobis, Natale con Papa Francesco, CD, Deutsche Grammophon
- 2015 – Cappella Musicale Pontificia Sistina/Massimo Palombella, Cantate Domino, La Cappella Sistina e la musica dei Papi, CD, Deutsche Grammophon
- 2016 – Cappella Musicale Pontificia Sistina/Massimo Palombella, Palestrina, Missa Papae Marcelli" (ed. critica)/9 Mottetti, CD, Deutsche Grammophon
- 2017 – Cappella Musicale Pontificia Sistina/Massimo Palombella, Veni Domine, Advent & Christmas at the Sistine Chapel, CD, Deutsche Grammophon
- 2019 - Cappella Musicale Pontificia Sistina/Massimo Palombella, O Crux Benedicta. Lent and Holy Week at the Sistine Chapel Choir, CD, Deutsche Grammophon